# Gheorghe Vasilescu-Vasia
Gheorghe Vasilescu-Vasia (n. 1892, Iași – d. 18 martie 1929, Mosul) a fost un publicist român, militant comunist.
Lui Gheorghe Vasilescu-Vasia, vechi socialist de la Călărași, la un moment dat politica Internaționalei a II-a socialistă i s-a părut insuficient de percutantă în raport cu nevoile reale ale societății românești, astfel că a aderat la aripa stângă a Partidului Socialist din Vechiul Regat, pe structura căruia avea să se articuleze în 1921 PCdR. A fost Primul secretar al Ajutorului Roșu.
Prefectura Poliției Capitalei a arestat în ziua de 12 aprilie 1925 pe comunistul Vasilescu Vasia, pentru ultragiu adus agentului de poliție Grigoriu Corneliu care se afla în acea zi la sala sindicatelor de pe strada Șelari, Nr. 10, având delegație de a asista la conferința ce s-a ținut în acea zi.
Urna cu cenușa sa a fost depusă în columbarul din partea dreaptă a Monumentului eroilor luptei pentru libertatea poporului și a patriei, pentru socialism.

## In memoriam
Muzeul de istorie Călărași, pe lângă un bogat material arheologic (ceramică aparținând culturii Gumelnița, tezaure de monede romane ș.a.), găzduiește și „Expoziția memorială Gheorghe M. Vasilescu-Vasia” care prezintă documente privind istoria mișcării muncitorești din localitate, articole, manuscrise și obiecte personale ale publicistului și militantului Gheorghe M. Vasilescu-Vasia.